# Hopkinton (Iowa)
Pour les articles homonymes, voir Hopkinton.
Hopkinton est une ville du comté de Delaware, en Iowa, aux États-Unis. Elle est incorporée le 3 mars 1874. 